# Assassin’s Creed: Bloodlines
Assassin’s Creed: Bloodlines ist ein Computerspiel das exklusiv für Sonys Handheldkonsole PlayStation Portable (PSP) erschienen ist und eine Fortsetzung zu Assassin’s Creed darstellt. Man spielt wie schon in den Vorgängern den Assassinen Altaïr und hat die Aufgabe den neuen Großmeister der Templer, Armand Bouchart, sowie seine Anhänger zu töten.

## Handlung
Die Handlung setzt etwa einen Monat nach den Ereignissen des ersten Teils an. Man startet als Altaïr, der zusammen mit seinen Brüdern eine Burg der Templer infiltriert, um herauszufinden, warum diese Akkon verlassen haben und nach Zypern weitergezogen sind. Altaïr duelliert sich mit der Templerin Maria und nimmt sie gefangen. Daraufhin begibt er sich nach Limassol, um Alexander zu treffen.
Nachdem Altaïr Informationen über Frederick den Roten findet, der Templer ausbildet, begibt er sich zur Festung Kantara um diesen zu töten. Nach der erfolgreichen Tat begibt er sich zur Festung von Buffavento, um dort Moloch „den Bullen“ zu ermorden, damit Limassol befreit wird. Doch Bouchart steht laut Markos in Kontakt mit einem in Kyrenia ansässigen Orakel namens „die Hexe“. Dieses versorgt ihn laufend mit Informationen. Altaïr begibt sich daraufhin zur Festung von St. Hilarion, wo er das Orakel tötet.
Doch Limassol ist immer noch nicht befreit. Shalim und Shahar regieren nach dem Tod ihres Vaters Moloch, und die Korruption ist noch viel größer als zuvor. Altaïr schafft es, mehrere ihrer Gefolgsleute zu töten, um schließlich die Zwillinge selbst zur Strecke zu bringen.
Im vorletzten Abschnitt tötet Altaïr schließlich mehrere korrupte Angehörige Boucharts, die Limassol kontrollieren. Einer von ihnen hetzte das Volk zuvor gegen Altaïr auf, welches ihn nun töten will, da sie ihn für einen Verräter halten. Doch Altaïr kann sie mit einem Edensplitter beruhigen und Maria tötet kurzerhand den letzten korrupten Anhänger. Altaïr und Maria betreten das Archiv der Templer um Armand Bouchart zu töten. Der Assassine bekämpft die sich dort aufhaltenden Templer, während Maria sich mit Bouchart duelliert. Maria verliert den Kampf und wird von Bouchart bewusstlos geschlagen. Bouchart erklärt Altaïr, dass die wertvollen Artefakte (darunter auch ein Edensplitter) nicht nach Zypern, sondern im Gegenteil, von dort herausgebracht wurden. Dieser duelliert sich daraufhin mit Bouchart und schafft es anschließend, ihn zu töten. Altaïr und Maria fliehen aus dem Archiv und beginnen eine Beziehung, da Altaïr ihr mehrmals das Leben gerettet hat und sie nun nicht mehr zu den Templern zurückkehren kann und will.

## Spielprinzip
Assassin’s Creed: Bloodlines besitzt ein ähnliches Gameplay wie Assassin’s Creed. Trotzdem gibt es kleinere Änderungen an der Steuerung, welche auf das Fehlen von spezifischen Tasten und Knöpfen auf der Sony PSP (kein eigener Kamerastick, fehlende Aktionstasten) zurückzuführen sind. Auch deswegen wurde die in der Serie bekannte „Eagle Vision“ (Adlerauge/-sinn) komplett entfernt. Durch die technischen Grenzen der PSP im Vergleich zu NextGen-Konsolen mussten sowohl Abstriche in der Spielwelt als auch an der KI gemacht werden. Daraus resultierend reagieren die Gegner in und außerhalb des Kampfes weniger intelligent als in den üblichen Teilen der Serie. Ebenso sind auftretende Menschenmassen deutlich kleiner. Innerhalb des Spieles wird dies damit erklärt, dass aufgrund des neuen Regimes eine ständige Unsicherheit innerhalb der Bevölkerung herrsche. Auch das Kampfsystem wurde in Bloodlines überarbeitet: Wird ein Gegner zu Boden geworfen, so kann dieser, anders als in anderen Teilen, mit nur einem Tastendruck eliminiert werden.
Der Schleich-Aspekt in Bloodlines wurde aufgrund der begrenzteren Steuerungsmöglichkeiten der PSP ebenfalls auf ein niedrigeres Maß herabgestuft. Das passive Untertauchen fehlt komplett. Einzig das aktive Untertauchen (Taste X) hindert die Wachen daran, dem Spieler gegenüber feindselig zu sein. Das Klettern auf Gebäuden wurde vereinfacht und beschleunigt.
Zur Steigerung der Langzeitmotivation gibt es im Spiel sogenannte „Templer-Münzen“, die sich in Bronze, Silber und Gold aufteilen. Mit Hilfe dieser Münzen kann der Spieler zum Beispiel seinen Gesundheitsbalken vergrößern oder die Schadenshöhe seiner Waffen erhöhen. Diese Münzen kann man sich durch diverse Nebenaufgaben wie das Befreien von Zivilisten, das Erledigen spezieller Aufgaben für die Widerstandsbewegung, die Zustellung von Briefen und das Abfangen von Kurieren verdienen.
Bloodlines spielt in Zypern, dabei hauptsächlich in den Hafenstädten Limassol und Girne, welche jenen des ersten Teils gleichen. Aufgrund des Settings musste auch jegliche Art von Reiterei entfernt werden. Altaïr kann wieder über hohe Aussichtspunkte die Stadt synchronisieren, um sich auf der Karte wichtige Standorte und verschiedene Nebenmissionen anzeigen zu lassen. Weiterhin wurden die Animationen von Attentaten abgeändert und das „Kanten-Attentat“, in dem das Opfer von einer Kante aus heruntergezogen wird, eingefügt.
Die Zwischensequenzen präsentieren sich als voreingespielte Dialoge, während die gleichzeitigen Bewegungen und Gesten der NPCs rein zufällig sind. Einzigartige Gesten gibt es lediglich bei Auseinandersetzungen mit den Attentatszielen, wie zum Beispiel Moloch und dem Dunklen Orakel. Das Spiel unterstützt zudem Untertitel.
Aufgrund der gesunkenen Schleich-Aspekte mussten auch die Story-Missionen und Attentate vereinfacht werden. Die von Teil 1 bekannten „Ermittlungen“ wurden gegen das Missionsdesign aus Teil 2 eingetauscht, in dem man eine Aufgabe nach der anderen macht und so langsam Informationen von Verbündeten oder Feinden sammelt.
Das Spiel besitzt ein Erfolgssystem, das den Spieler für bestimmte Leistungen belohnt, ähnlich dem Xbox-360-Achievement- und dem PS3-Trophy-System. Dies erfolgt zum Beispiel nach dem Töten einer bestimmten Anzahl von Soldaten in einer bestimmten Reihenfolge, oder aber für das Sammeln aller Templer-Münzen. Als Ausgleich für das entfallene Bestehlen hat der Spieler die Möglichkeit Wurfmesser von toten Wachen aufzusammeln.

## Rezeption
Assassin’s Creed: Bloodlines Kritiken fielen eher durchschnittlich aus. Das Spiel erhielt eine Bewertung von 5 von GameSpot, welches seine Soundeffekte lobte, aber die Jump ’n’ Run Aspekte, kleine Flächen und die Überbetonung von Kämpfen bei gleichzeitiger Vernachlässigung anderer Bereiche heftig kritisierte. IGN vergab 6,9 von 10 Punkten, wobei es die sich wiederholenden Sound-Effekte sowie das eindimensionale Kampfsystem bemängelte. Gelobt wurde die Grafik des Spiels. GameSpy vergab dem Spiel 2,5 von 5 Punkten und lobte seine Treue zur Serie. Stark kritisiert wurden allerdings die Spielumgebung, das repetitive Gameplay sowie schlecht wirkende Schriften und Synchronisationen.

## Trivia
- Nach einmaligem Durchspielen kann man die PSP mit einer PlayStation 3 verbinden und so die Waffen der Feinde im Spiel Assassin’s Creed II freischalten.
- Die goldenen und silbernen Münzen sind in Bloodlines nur begrenzt verfügbar, jedoch bekommt man ab der Mitte des Spiels für jeden getöteten Templer oder Piraten zwei Bronzemünzen.
- Nach jedem Gedächtnisabschnitt sieht man eine kurze Szene, in der Altaïr Sätze der Kodex-Seiten aus Assassin’s Creed II auflistet.